# Low Winder
Low Winder var en civil parish 1866–1894 när det uppgick i Barton, i grevskapet Cumbria i England. Civil parish var belägen 5 km från Penrith och hade 15 invånare år 1891.